# Кайфу Тосікі
Тосікі Кайфу (яп. 海部 俊樹; 2 січня 1931, Ітіномія, Айті — 9 січня 2022) — японський державний і громадський діяч. Прем'єр-міністр Японії з 10 серпня 1989 до 5 листопада 1991.

## Біографія
Народився в родині власника фотоательє. Закінчив юридичний факультет університету Васеда в Токіо в 1954. Потім займався комерційною діяльністю. Водночас почав політичну кар'єру, вступивши в ЛДПЯ. Був деякий час помічником депутата парламенту.
У 1960 Тосікі Кайфу був вперше обраний до парламенту країни, ставши наймолодшим депутатом палати представників. З тих пір незмінно переобирався в парламент. Обіймав різні посади в парламентських комісіях. Будучи членом апарату ЛДПЯ, відповідав за молодіжну політику партії.
У 1976–1977 вперше увійшов до складу кабінету міністрів, займаючи пост міністра освіти в уряді Такео Фукуди. У 1985–1986 вдруге обійняв цей пост в кабінеті Ясухіро Накасоне.
У серпні 1989 обраний головою ЛДПЯ і був затверджений на посаді прем'єр-міністра країни.